# اتا ذات‌الکرسی
اتا ذات‌الکرسی یک ستاره است که در صورت فلکی ذات‌الکرسی قرار دارد.